# Xino
Xino is een plaats (frazione) in de Italiaanse gemeente Fonteno, provincie Bergamo.